# Eustacio Rizo
Eustacio Rizo Escoto (ur. 30 września 1971 w Arandas) – meksykański piłkarz występujący na pozycji napastnika.

## Kariera klubowa
Rizo jest wychowankiem zespołu Tecos UAG z siedzibą w mieście Guadalajara. W meksykańskiej Primera División zadebiutował 14 lutego 1994 w wygranym 1:0 spotkaniu z Correcaminos UAT i już w tym samym meczu strzelił pierwszego gola w najwyższej klasie rozgrywkowej. Szybko wywalczył sobie miejsce w wyjściowej jedenastce i w swoim premierowym sezonie – 1993/1994 – wywalczył pierwszy w historii klubu tytuł mistrza Meksyku. W 1995 roku triumfował w rozgrywkach Pucharu Zdobywców Pucharów CONCACAF. Ogółem barwy Tecos reprezentował przez niemal sześć lat i zdobył 50 goli w 176 spotkaniach, co daje mu pozycję drugiego najlepszego strzelca w dziejach drużyny.
Latem 1999 Rizo przeszedł do stołecznego Cruz Azul, gdzie spędził pół roku i w roli rezerwowego osiągnął wicemistrzostwo Meksyku w jesiennym sezonie Invierno. Wiosną 2000 występował w Chivas de Guadalajara, natomiast w lipcu 2000 został zawodnikiem znacznie mniej utytułowanego CD Irapuato. Nie potrafił sobie jednak zyskać statusu gracza podstawowej jedenastki, podobnie jak w kolejnych klubach – Tiburones Rojos de Veracruz i Puebla FC. Profesjonalną karierę zakończył w wieku 33 lat w swojej macierzystej ekipie Tecos UAG; w późniejszym czasie występował w drugoligowym Tigrillos Broncos i amatorskim Banat Arsenal z amerykańskiego miasta Avondale.

## Kariera reprezentacyjna
W seniorskiej reprezentacji Meksyku Rizo zadebiutował 1 lutego 1995 w wygranym 1:0 meczu towarzyskim z Urugwajem i wówczas także zanotował premierową bramkę w kadrze narodowej. Rok później został powołany przez selekcjonera Borę Milutinovicia na Złoty Puchar CONCACAF, gdzie jego drużyna wywalczyła mistrzostwo, natomiast on sam wystąpił w jednym meczu i strzelił jednego gola – w wygranym 1:0 półfinale z Gwatemalą. W 1997 roku znalazł się w składzie na turniej Copa América; rozegrał wówczas jedno spotkanie, a Meksykanie zajęli ostatecznie trzecie miejsce. Swój bilans reprezentacyjny Rizo zamknął na trzech golach w czterech konfrontacjach.